# Ylli Sallahi
Ylli Sallahi (* 6. April 1994 in Srbica, BR Jugoslawien; heute Skënderaj, Kosovo) ist ein österreichischer ehemaliger Fußballspieler.

## Karriere

### Vereine
Sallahi kam mit seiner Familie wenige Monate nach seiner Geburt nach Kapfenberg. Im Alter von vier Jahren begann er beim Kapfenberger SV mit dem Fußballspielen, und durchlief in der Folge alle Jugendmannschaften. Am 14. August 2010 kam Sallahi für die Amateure des Kapfenberger SV in der ersten Runde des ÖFB-Cup zum Einsatz und erzielte mit dem Treffer zum 3:1-Endstand in der 90. Minute sogleich auch ein Tor. Nach einem Probetraining verpflichtete ihn der FC Bayern München ab Jänner 2011 zunächst auf Leihbasis bis 30. Juni 2012 einschließlich der Option der dauerhaften Verpflichtung.
Am 27. Februar 2011 kam der Linksverteidiger erstmals für die Junioren in der A-Junioren-Bundesliga zum Einsatz. Mit der Mannschaft gewann er 2012 und 2013 die Staffel Süd/Südwest, 2012 wurde er mit der Mannschaft Zweiter der Deutschen A-Junioren-Meisterschaft. Sallahi bestritt 61 U-19-Bundesligaspiele, fünf Endrundenspiele und erzielte sieben Bundesligatore. Am 27. Oktober 2012 (19. Spieltag) kam er bei der 1:2-Niederlage im Auswärtsspiel gegen die Würzburger Kickers zu seinem ersten Regionalliga-Einsatz in der zweiten Mannschaft des FC Bayern München. Am 6. August 2013 (3. Spieltag) erzielte er im Heimspiel gegen die zweite Mannschaft des TSV 1860 München mit dem Treffer zum 2:0-Endstand in der 76. Minute sein erstes Tor im Seniorenbereich. In der Saison 2013/14 entwickelte sich der Österreicher zum Stammspieler in der zweiten Mannschaft.
Am 5. April 2014 (29. Spieltag) gab Sallahi im Spiel beim FC Augsburg sein Debüt in der Bundesliga. Trainer Pep Guardiola setzte ihn zwei Spieltage nach dem Gewinn der Meisterschaft in der Startelf ein, dabei verlor die Mannschaft nach 53 ungeschlagenen Bundesligaspielen mit 0:1, womit die längste Serie ohne Niederlage beendet wurde.
Zum 1. Jänner 2015 wechselte Sallahi zum Zweitligisten Karlsruher SC, bei dem er einen bis zum 30. Juni 2018 gültigen Vertrag erhielt. Sein Zweitligadebüt gab er am 8. Februar 2015 (20. Spieltag) beim 1:1-Unentschieden im Heimspiel gegen Fortuna Düsseldorf von Beginn an, bevor er für Dimitrij Nazarov in der 63. Minute ausgewechselt wurde. Sein erstes Punktspieltor für den Karlsruher SC erzielte er am 7. Februar 2015 (20. Spieltag) beim 1:1-Unentschieden im Heimspiel gegen den FSV Frankfurt mit dem Treffer zum Ausgleich in der 72. Minute – drei Minuten nach seiner Einwechslung für Dennis Kempe. Sallahis Vertrag hatte nach dem Abstieg des KSC in die 3. Liga am Ende der Saison 2016/17 weiterhin Gültigkeit; aufgrund von Unstimmigkeiten mit Trainer Marc-Patrick Meister und sollte verkauft werden. Obwohl kein Wechsel zustande kam, wurde der Vertrag angesichts seiner Degradierung in den Amateurbereich aufgelöst. Nach einem Training im Sommer 2017 beim Regionalligisten TSV 1860 München beendete er seine Karriere.

### Nationalmannschaft
Sallahi debütierte am 14. November 2014 im Nationaltrikot, als er mit der U-21-Nationalmannschaft in Paphos – im Rahmen des „Vier-Nationen-Turniers“ – gegen die Auswahl Tschechiens mit 4:2 gewann. Sein erstes Länderspieltor erzielte er am 28. März 2015 in Doha beim 4:0-Sieg über die Auswahl Katars mit dem Treffer zum 2:0 in der 26. Minute.

## Erfolge
- Deutscher Meister 2014
- Regionalliga-Meister 2014
- Zweiter der A-Junioren-Meisterschaft 2012

## Sonstiges
Sein drei Jahre älterer Bruder Elbasan kam in der Saison 2011/12 für den FC Gratkorn in drei Ligaspielen der drittklassigen Regionalliga Mitte zum Einsatz. Ansonsten war er ausschließlich in noch unterklassigeren Ligen aktiv.